# Naissance en 1910
Naissance
- 1906
- 1907
- 1908
- 1909
- 1910
- 1911
- 1912
- 1913
- 1914

Cette page dresse une liste de personnalités nées au cours de l'année 1910.
La liste des naissances est présentée dans l'ordre chronologique.
La liste des personnes référencées dans Wikipédia est disponible dans la page de la Catégorie: Naissance en 1910.

## Janvier
- 1er janvier : Alois Grillmeier, théologien et cardinal allemand († 13 septembre 1998).
- 2 janvier : Georges Visat, graveur, éditeur d’art et peintre français († 2 février 2001).
- 7 janvier : César Pinteau, footballeur français († 1980).
- 8 janvier :
  - Richard Cromwell, acteur américain († 11 octobre 1960).
  - Madeline Montalban, ésotériste britannique († 11 janvier 1982).
- 9 janvier : Henriette Puig-Roget, compositrice, pianiste et organiste française († 24 novembre 1992).
- 10 janvier :
  - Émile Denegri, footballeur français († 2 décembre 1972).
  - Marc Leguay, peintre français († 22 mai 2001).
  - Jean Martinon, chef d'orchestre et compositeur français († 1er mars 1976).
  - Sante Monachesi, peintre et sculpteur italien († 28 février 1991).
  - Eugène Fidler, peintre et céramiste français († 30 septembre 1990).
- 12 janvier : 
  - Géry Leuliet, évêque catholique français, évêque émérite d'Amiens († 1er janvier 2015).
  - José Salazar López, cardinal mexicain, archevêque de Guadalajara († 9 juillet 1991).
- 15 janvier : Constant Tison, joueur et entraîneur de football français († 30 novembre 1984).
- 16 janvier : Mario Tobino, poète, écrivain et psychiatre italien († 11 décembre 1991).
- 17 janvier : Tex Fletcher, cowboy chantant, acteur et animateur de radio et de télévision américain († 14 mars 1987).
- 22 janvier : 
  - Mercy Hunter, artiste, calligraphe et enseignante nord-irlandaise († 20 juillet 1989).
  - François-Xavier van der Straten-Waillet, homme politique et diplomate belge († 5 février 1998).
- 23 janvier : Django Reinhardt, guitariste de jazz († 16 mai 1953).
- 26 janvier : 
  - Jean Image, réalisateur de films d'animation († 21 octobre 1989).
  - Claude Darget, journaliste et présentateur de télévision français († 26 mars 1992).
- 28 janvier : John Banner, acteur américain († 28 janvier 1973).
- 30 janvier : Étienne Chevalier, peintre français († 1982).

## Février
- 1er février : Antoine Ferrari, peintre français († 1er juillet 1995).
- 2 février : Ji Pengfei, homme politique chinois († 10 février 2000).
- 3 février :
  - Robert Earl Jones, acteur américain († 7 septembre 2006).
  - Liu Chi-hsiang, peintre taïwanais († 27 avril 1998).
  - Oleg Zinger, peintre franco-russe († 9 janvier 1998).
- 5 février : Joseph Okito, homme politique congolais († 17 janvier 1961).
- 9 février : Jacques Monod, Prix Nobel de physiologie ou médecine en († 1965 († 31 mai 1976).
- 10 février : 
  - Camille Cottin, joueur et entraîneur de football français († 18 avril 1988).
  - George Csato, peintre abstrait hongrois († 19 novembre 1983).
  - Lucile Passavant, poétesse, peintre pastelliste, sculptrice et graveuse sur bois française († 2 avril 2012).
  - Dominique Pire, religieux belge, prix Nobel de la paix en 1958 († 30 janvier 1969).
- 11 février : Éliane Petit de La Villéon, peintre, graveuse et sculptrice française († 4 mai 1969).
- 13 février :
  - Elsa Barraine, compositrice française († 20 mars 1999).
  - William Shockley, Prix Nobel de physiologie ou médecine en 1956 († 12 août 1989).
- 14 février : Francesco Pagliazzi, peintre italien († 7 février 1988).
- 15 février : Irena Sendler catholique, résistante et militante polonaise († 12 mai 2008).
- 16 février : Evgueni Goloubev, compositeur et pédagogue russe puis soviétique († 25 décembre 1988).
- 19 février : Jacques Duthoo, peintre abstrait, céramiste et graveur français († 13 mars 1960).
- 21 février :
  - Willi Oberbeck, coureur cycliste allemand († 9 juillet 1979).
  - Arthur Ruysschaert, joueur et entraîneur de football belge († 10 janvier 1995).
- 22 février : Shiu-Ying Hu, botaniste chinoise († 22 mai 2012).
- 23 février : Corrado Cagli, peintre italien († 28 mars 1976).
- 24 février : Julian Snow, homme politique britannique († 24 janvier 1982).
- 27 février :
  - Joseph Leo Doob, mathématicien américain († 7 juin 2004).
  - Jean Maréchal, coureur cycliste français († 23 décembre 1993).

## Mars
- 1 mars : David Niven, acteur britannique († 29 juillet 1983).
- 4 mars : Józef Marcinkiewicz, mathématicien polonais († 1940).
- 5 mars : Ennio Flaiano, écrivain italien, dramaturge, romancier, scénariste de films, journaliste et critique dramatique († 20 novembre 1972).
- 6 mars : Eduardo Caballero Calderón, journaliste, romancier, essayiste, diplomate et homme politique colombien († 3 avril 1993).
- 9 mars : Samuel Barber, compositeur américain († 23 janvier 1981).
- 10 mars : Don Bexley, acteur américain († 15 avril 1997).
- 12 mars : László Lékai, cardinal hongrois, archevêque d'Esztergom († 30 juin 1986).
- 16 mars : Enric Torra, pianiste et compositeur espagnol († 4 août 2003).
- 17 mars : Frank DeKova, acteur américain († 15 octobre 1981).
- 21 mars : Sylvain Vouillemin, compositeur, pianiste et chef d'orchestre belge († 12 mai 1995).
- 23 mars :
  - Akira Kurosawa, réalisateur japonais († 6 septembre 1998).
  - David Malkin, sculpteur et peintre russe († 12 août 2002).
  - Jean-Pierre Muller, coureur cycliste luxembourgeois († 11 septembre 1948).
  - Ernst Nievergelt, coureur cycliste suisse († 1er juillet 1999).
- 25 mars : Florent Lambrechts, footballeur belge († 14 avril 1990).
- 27 mars : Raimund Schelcher, acteur allemand († 27 mars 1972).
- 31 mars : Georges Bauquier, peintre français († 2 avril 1997).

## Avril
- 4 avril : Barthélemy Boganda, homme politique centrafricain et français († 29 mars 1959).
- 6 avril : Barys Kit, mathématicien, physicien et chimiste biélorusse († 1er février 2018).
- 8 avril :
  - Hyrum Rex Lee, homme politique américain († 26 juillet 2001).
  - Jean Leppien, peintre d'origine allemande († 19 octobre 1991).
- 10 avril :
  - Helenio Herrera, footballeur argentin naturalisé français († 9 novembre 1997).
  - Yosef Shalom Eliashiv, rabbin israélien († 18 juillet 2012).
- 11 avril :
  - Jean Couy, peintre, dessinateur et graveur français († 30 novembre 1983).
  - António Spínola, militaire et homme politique portugais († 13 août 1996).
  - Toss Woollaston, peintre néo-zélandais († 30 août 1998).
- 12 avril :
  - Gillo Dorfles, peintre et philosophe italien († 2 mars 2018).
  - Irma Rapuzzi, femme politique française († 3 avril 2018).
  - 14 avril : Stanisław Kowalski, athlète et supercentenaire polonais († 5 avril 2022).
- 15 avril :
  - Eranuhi Aslamazyan, peintre arménienne († 4 février 1998).
  - René Bernasconi, peintre, graphiste et sculpteur suisse († 4 août 1994).
- 18 avril : Suraya Qadjar, chanteuse azérie († 27 juillet 1992).
- 22 avril : Norman Earl Steenrod, mathématicien américain († 14 octobre 1971).

## Mai
- 2 mai : Jean Simian, peintre français († 28 septembre 1991).
- 3 mai : Norman Corwin,  scénariste, acteur et animateur de radio américain († 18 octobre 2011).
- 4 mai : Raphaël Lonné, peintre français († 12 novembre 1989).
- 5 mai :
  - Bill Baucom, acteur américain († 16 mars 1981).
  - Adil Isgandarov, acteur et metteur en scène de théâtre et de cinéma russe puis soviétique († 18 septembre 1978).
  - Leo Lionni, écrivain italien naturalisé américain, illustrateur et auteur d'ouvrages jeunesse († 11 octobre 1999 ou 12 octobre 1999).
- 9 mai : Antoon van Schendel, coureur cycliste néerlandais († 6 août 1990).
- 12 mai : Dorothy Crowfoot Hodgkin, chimiste britannique († 29 juillet 1994).
- 14 mai : Opilio Rossi, cardinal italien de la curie romaine († 9 février 2004).
- 16 mai : Denise Legrix, écrivaine et peintre française († 25 août 2010).
- 17 mai : Pascual Salas, footballeur espagnol († 8 août 1998).
- 19 mai :
  - Aarne Ervi, architecte finlandais († 26 septembre 1977).
  - Ion Țuculescu, peintre roumain († 27 juillet 1962).
- 20 mai : Veronika Janelsiņa, peintre lettonne († 29 mai 2001).
- 21 mai : Marie-Rose Tessier, supercentenaire et doyenne des Français et Françaises.
- 23 mai : Scatman Crothers, acteur et chanteur américain († 22 novembre 1986).
- 28 mai : Orfeo Tamburi, peintre, aquarelliste, dessinateur, illustrateur et scénographe italien] († 15 juin 1994).
- 31 mai :
  - Kalman Kahana, homme politique israélien († 20 août 1991).
  - Louis Thiétard, coureur cycliste français († 21 janvier 1998).

## Juin
- 3 juin : Alfons Deloor, coureur cycliste belge († 23 mars 1995).
- 4 juin : Sergio Pignedoli, cardinal italien de la curie romaine († 15 juin 1980).
- 6 juin : René Le Grevès, coureur cycliste français († 25 février 1946).
- 7 juin : Pietro Annigoni, peintre réaliste italien († 28 octobre 1988).
- 8 juin : Vladimir Kragić, footballeur yougoslave († 17 septembre 1975).
- 10 juin :
  - Albert Beckaert, coureur cycliste belge († 29 mai 1980).
  - Walter Blattmann, coureur cycliste suisse († 1er octobre 1965).
  - Carlos Iturraspe, joueur et entraîneur de football espagnol († 10 août 1981).
- 11 juin : Jacques-Yves Cousteau, océanographe français († 25 juin 1997).
- 15 juin : David Rose, compositeur et acteur britannico-américain († 23 août 1990).
- 18 juin : Chikuzan Takahashi, compositeur et interprète japonais de tsugaru-jamisen († 5 février 1998).
- 19 juin : Sydney Allard, coureur automobile anglais et fondateur de la marque automobile Allard († 12 avril 1966).
- 21 juin :
  - René Marcel Gruslin, peintre, dessinateur et graveur à l'eau-forte français († 17 janvier 1983).
  - Alexandre Trifonovitch Tvardovski, poète et écrivain russe soviétique († 18 décembre 1971).
- 22 juin : Willy Berking, musicien et chef d'orchestre allemand († 21 mai 1979).
- 23 juin : Jean Anouilh, écrivain français († 3 octobre 1987).
- 27 juin : Pierre Joubert, dessinateur français († 13 janvier 2002).

## Juillet
- 4 juillet :
  - Léon Cantave, général et homme politique haïtien († 16 février 1967).
  - Robert K. Merton, sociologue américain († 23 février 2003).
  - François Tilly, officier français, compagnon de la Libération († 16 avril 1983).
- 5 juillet : Sergueï Grigoriev, peintre russe puis soviétique († 9 avril 1988).
- 7 juillet :
  - Louis Duerloo, coureur cycliste belge († 30 septembre 1977).
  - Jean Planque, peintre et collectionneur d'art suisse († 28 août 1998).
- 9 juillet : Francis Carpenter, acteur américain († 18 mai 1973).
- 12 juillet :
  - Mohamed Jamoussi, chanteur, compositeur, acteur et poète tunisien († 3 janvier 1982).
  - Léon Level, coureur cycliste français († 26 mars 1949).
  - Frank Richter Jr., homme politique canadien († 20 novembre 1977).
- 14 juillet :
  - Paul Chocque, coureur cycliste français († 4 septembre 1949).
  - Jean Even, peintre français († 6 janvier 1986).
  - William Hanna, animateur, réalisateur, producteur et doubleur américain, cofondateur du studio Hanna-Barbera († 22 mars 2001).
- 16 juillet : Georges Mirianon, peintre, dessinateur, lithographe et sculpteur français († 7 juillet 1986).
- 21 juillet :
  - Vladimir Kazatonov, commandant militaire et personnalité politique russe puis soviétique († 9 juin 1989).
  - Maurice Leleux, coureur cycliste français († 27 juin 1989).
  - Vladimir Serov, peintre russe puis soviétique († 19 janvier 1968).
- 22 juillet : Ruthie Tompson, technicienne de cinéma, animatrice et supercentenaire américaine († 10 octobre 1921).
- 23 juillet :
  - Robert Darniche, résistant français († 8 août 1944).
  - Cheikh El Hasnaoui, chanteur, musicien et auteur-compositeur-interprète algérien d'expression kabyle († 6 juillet 2002).
  - Maurice Richard, coureur cycliste français († 21 août 1998).
  - Maurice Scott, avocat et homme politique fidjien († 5 juin 1976).
- 26 juillet :
  - Georges Friboulet, pianiste et compositeur français († 14 février 1992).
  - Raffaele Gervasio, compositeur et musicien italien († 4 juillet 1994).
- 27 juillet : Lupita Tovar, actrice mexcaine († 12 novembre 2016).

## Août
- 1er août : Henri Mouillefarine, coureur cycliste français († 21 juillet 1994).
- 2 août : Georges Lachat, coureur cycliste français († 4 juin 1992).
- 5 août : Bruno Coquatrix, auteur-compositeur et directeur de salle de spectacle français († 1er avril 1979).
- 6 août :
  - Nikolaï Boudachkine, compositeur russe puis soviétique de musique classique et de musique de film († 31 août 1988).
  - Friedrich Schröder, compositeur allemand († 25 septembre 1972).
- 7 août :
  - André Chochon, peintre français († 9 mars 2005).
  - Lucien Hervé, photographe français d'origine hongroise († 28 juin 2007).
- 8 août :
  - Katherine Oppenheimer, biologiste et botaniste germano-américaine († 27 octobre 1972).
  - Eugène Leroy, peintre français († 10 mai 2000).
  - Johanna Weber, mathématicienne et aérodynamicienne († 24 octobre 2014).
- 11 août : Augusto Del Noce, politologue, philosophe et homme politique italien († 30 décembre 1989).
- 12 août : 
  - Józef Bielawski, arabisant polonais († 19 septembre 1997).
  - Jane Wyatt, actrice américaine († 20 octobre 2006).
- 13 août :
  - Gaston Chaissac, peintre et poète français († 7 novembre 1964).
  - Willem Minderman, artiste visuel néerlandais († 24 juillet 1985).
- 13 août ou 13 octobre : Tran Van Can, peintre, graveur et laqueur vietnamien († 1994).
- 14 août :
  - Pierre Schaeffer, ingénieur, chercheur, théoricien, compositeur et écrivain français († 19 août 1995).
  - Yvette Lebon, actrice française († 28 juillet 2014).
  - John Mortelmans, joueur et entraîneur de football belge († 10 avril 1983).
- 15 août : Antoine Heitzmann, peintre et maître-verrier français († 4 avril 1995).
- 17 août : Erkki Aaltonen, compositeur finlandais de musique classique († 8 mars 1990).
- 23 août : Alfons Maria Stickler, cardinal autrichien de la Curie romaine († 12 décembre 2007).
- 26 août : Mère Térésa, religieuse catholique albanaise naturalisée indienne († 5 septembre 1997).
- 27 août : Lewis Alexander, acteur britannique († 23 octobre 2010).
- 28 août : Othello Radou, peintre abstrait français († 24 novembre 2006).
- 29 août :
  - José María Guido, avocat et homme politique argentin († 13 juin 1975).
  - Georges Loinger, éducateur, résistant français et directeur de société maritime  († 28 décembre 2018).
- 31 août : Raoul Ubac, peintre, graveur et sculpteur belge († 24 mars 1985).

## Septembre
- 1er septembre : Victoriano de La Serna, matador espagnol († 22 mai 1981).
- 2 septembre : Madeleine Barbulée, comédienne († 1er janvier 2001).
- 3 septembre : Maurice Papon, fonctionnaire, homme politique et ancien collabo français († 17 février 2007).
- 4 septembre : Alexandre Ganesco, peintre, dessinateur et sculpteur roumain († 22 février 1979).
- 5 septembre :
  - Kenny Delmar, acteur américain († 14 juillet 1984).
  - Franciszek Olejniczak, footballeur polonais naturalisé français († 6 juillet 1991).
- 8 septembre :
  - Henry d'Anty, peintre français († 4 décembre 1998).
  - Gerardo Salvador Merino, juriste, homme politique et gestionnaire d’entreprise espagnol († 31 juillet 1971).
- 10 septembre : Franz Hengsbach, cardinal allemand († 24 juin 1991).
- 12 septembre :
  - Shep Fields, musicien américain († 23 février 1981).
  - Camille Niogret, peintre français († 19 janvier 2009).
- 14 septembre : Jack Hawkins, acteur et producteur britannique († 18 juillet 1973).
- 18 septembre :
  - Fernand Sardou, chansonnier, comédien français, père de Michel Sardou († 31 janvier 1976).
  - Josef Tal, compositeur israélien († 25 août 2008).
- 21 septembre :
  - Umberto Mastroianni, sculpteur italien († 25 février 1998).
  - Ennio Morlotti, peintre italien († 15 décembre 1992).
- 28 septembre : Diosdado Macapagal, homme politique philippins († 21 avril 1997).

## Octobre
- 1er octobre : 
  - Attilio Pavesi, coureur cycliste italien († 2 août 2011).
  - Bonnie Parker, gangster américain († 23 mai 1934).
- 3 octobre : Antoine Dignef, coureur cycliste belge († 9 avril 1991).
  - Andrée Bordeaux-Le Pecq, peintre française († 5 janvier 1973).
- 5 octobre : Albert Parisis, homme politique belge († 10 juin 1992).
- 7 octobre : Armando Pizzinato, peintre italien († 17 avril 2004).
- 8 octobre :
  - Kirk Alyn, acteur américain († 14 mars 1999).
  - Alberto Balderas, matador mexicain († 29 décembre 1940).
  - Paulette Dubost, actrice française († 21 septembre 2011).
- 10 octobre :
  - Jacques Hérold, peintre français d'origine roumaine († 11 janvier 1987).
  - Giuseppe Martano, coureur cycliste italien († 2 septembre 1994).
  - Angelo Varetto, coureur cycliste italien († 8 octobre 2001).
- 12 octobre : Yvonne Cheffer-Delouis, peintre post-impressionniste française († 2003).
- 13 octobre : Otto Joachim, compositeur, violoniste, altiste et chambriste québécois d'origine allemande († 30 juillet 2010).
- 17 octobre : Gilbert Desmet, coureur cycliste belge († 30 juin 1976).
- 18 octobre : Philibert Tsiranana, Premier Président de la République de Madagascar, († 16 avril 1978)
- 19 octobre :
  - Subrahmanyan Chandrasekhar, astrophysicien indien († 21 août 1995).
  - Charles Okala, homme politique camerounais († 16 septembre 1973).
  - Paul Robert, lexicographe et éditeur († 11 août 1980).
  - Dan Tobin, acteur américain († 26 novembre 1982).
- 20 octobre : Irena Górska-Damięcka, actrice, metteur en scène et directrice de théâtre polonaise († 1er janvier 2008).
- 22 octobre : Bianca Tchoubar, chimiste ukrainienne († 24 avril 1990).
- 23 octobre :
  - Otto Weckerling, coureur cycliste allemand († 6 mai 1977).
  - Mirdza Bendrupe, écrivaine lettone († 30 juillet 1995).
- 24 octobre : Paul-Joseph-Marie Gouyon, cardinal français, archevêque de Rennes († 26 septembre 2000).
- 25 octobre : Tyrus Wong, peintre, illustrateur, céramiste, lithographe, designer et artiste américain d'origine chinoise († 30 décembre 2016).
- 27 octobre : Frederick de Cordova, réalisateur, producteur et acteur américain († 15 septembre 2001).
- 28 octobre : Ella Campbell, botaniste néo-zélandaise († 24 juillet 2003).
- 29 octobre : Aurelie Nemours, peintre française († 27 janvier 2005).

## Novembre
- 3 novembre : Richard Hurndall, acteur britannique († 13 avril 1984).
- 4 novembre : Yves Rouvre, peintre français († 9 juillet 1996).
- 8 novembre : Alcira de la Peña, féministe et communiste argentine († 15 mars 1998).
- 9 novembre : Eugenia Sacerdote de Lustig, oncologue argentine († 27 novembre 2011).
- 10 novembre : René Franquès, footballeur français († 1er août 1956).
- 12 novembre :
- Patrick Bakker, peintre et dessinateur néerlandais († 28 décembre 1932).
- Ahmed Francis, homme politique algérien (†31 août ou 1er septembre 1968).
- 13 novembre :
  - Marcel Decoux, footballeur français († 1er août 1995).
  - Jean-Marcel Jeanneney, ministre d'État du Général de Gaulle († 16 septembre 2010).
- 14 novembre : Silvio Oddi, cardinal italien de la curie romaine († 29 juin 2001).
- 15 novembre :
  - Antoine Blanchard, peintre paysagiste français († 10 août 1988).
  - Ernesto Duchini, footballeur argentin († 19 mars 2006).
- 17 novembre :
  - Henri Guissou, homme politique et diplomate burkinabé né au Haut-Sénégal et Niger († 22 mai 1979).
  - Jacqueline Lamba, peintre française († 20 juillet 1993).
- 22 novembre : Raymond de Geouffre de La Pradelle, avocat français († 19 juillet 2002).
- 24 novembre : Lucienne Lazon, peintre, graveuse et joaillière française († 3 février 2007).
- 25 novembre : 
  - Léon Poliakov, historien français († 8 décembre 1997).
  - Maurice Canning Wilks, peintre paysagiste irlandais († 1er février 1984).
- 26 novembre :
  - Nikolaï Chtchelokov, homme politique russe puis soviétique († 13 décembre 1984).
  - Jeannette Vermeersch, femme politique française († 5 novembre 2001).
- 27 novembre : Paul Michel Gabriel Lévy, journaliste, homme politique et professeur d'université belge († 16 août 2002).

## Décembre
- 4 décembre :

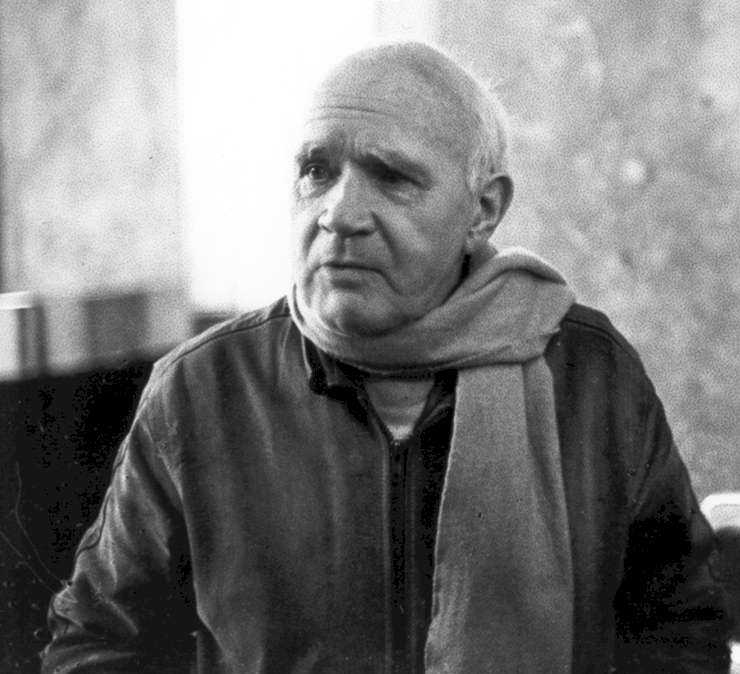
L'écrivain Jean Genet.

  - Maria Manton, peintre non figurative française († 2 septembre 2003).
  - Magdeleine Mocquot, peintre, graveuse, sculptrice et médailleuse française († 29 avril 1991).
- 6 décembre : 
  - Tullio Crali, peintre, aquarelliste, architecte et sculpteur italien († 5 août 2000).
  - André Boite, supercentenaire français et doyen de France († 15 juillet 2022).
- 8 décembre : Sauveur Ducazeaux, coureur cycliste français († 23 juin 1987).
- 12 décembre : René Challan, compositeur de musique classique, imprésario et directeur artistique français († 4 août 1978).
- 15 décembre : Louis Hardiquest, coureur cycliste belge († 20 janvier 1991).
- 19 décembre : Jean Genet, écrivain français († 15 avril 1986).
- 21 décembre : Rosa Bouglione, artiste de cirque française († 26 août 2018).
- 22 décembre : Ada Rogato, aviatrice brésilienne († 15 novembre 1986).
- 24 décembre :
  - Fumio Nanri, trompettiste de jazz japonais († 24 août 1975).
  - William Hayward Pickering, ingénieur néo-zélandais († 15 mars 2004).
- 25 décembre : Aly Ben Salem, peintre et plasticien tuniso-suédois († 20 février 2001).
- 28 décembre :
  - Henry Simon, peintre, céramiste et décorateur français († 27 février 1987).
  - Tomás Zarraonandía, footballeur espagnol († 13 février 2000).
- 30 décembre : 
  - Paul Bowles, compositeur, écrivain et voyageur américain († 18 novembre 1999).
  - Stephen Taylor, médecin, éducateur et  homme politique britannique († 1er février 1988).
- 31 décembre : René Dürrbach, peintre et sculpteur français († 30 juillet 1999).

## Date précise inconnue
- Roger Cortet, flûtiste français († 1978).
- Philippe de La Hogue-Rey, peintre mauricien († 11 juin 1977).
- Ioánnis Koúlis, homme politique et professeur d'université grec († 1977).
- Ruth McGinnis, joueuse de billard américaine († 16 mai 1974).

## Vers 1910
- Djama Ali Moussa, homme politique djiboutien († 10 novembre 1959).